# Coppa del mondo di ciclismo su strada femminile 2012
La Coppa del mondo di ciclismo su strada femminile 2012 (in inglese 2012 UCI Women's Road World Cup), quindicesima edizione della competizione, si svolse su nove eventi, dal 10 marzo al 25 agosto 2012.

## Corse
| N. | Data      | Corsa                                             | Vincitrice            | Squadra                    | Leader della CdM |
| -- | --------- | ------------------------------------------------- | --------------------- | -------------------------- | ---------------- |
| 1  | 10 marzo  | Ronde van Drenthe (2012)                          | Marianne Vos          | Stichting Rabo             | Marianne Vos     |
| 2  | 25 marzo  | Trofeo Alfredo Binda - Comune di Cittiglio (2012) | Marianne Vos          | Stichting Rabo             | Marianne Vos     |
| 3  | 1º aprile | Giro delle Fiandre (2012)                         | Judith Arndt          | GreenEDGE-AIS              | Marianne Vos     |
| 4  | 18 aprile | Freccia Vallone (2012)                            | Evelyn Stevens        | Team Specialized-Lululemon | Marianne Vos     |
| 5  | 13 maggio | Tour of Chongming Island World Cup (2012)         | Shelley Olds          | AA Drink-Leontien.nl       | Marianne Vos     |
| 6  | 3 giugno  | Gran Premio Ciudad de Valladolid                  | annullato             |                            |                  |
| 7  | 17 agosto | Open de Suède Vargarda TTT (2012)                 | Specialized-Lululemon | Specialized-Lululemon      | Marianne Vos     |
| 8  | 19 agosto | Open de Suède Vargarda (2012)                     | Iris Slappendel       | Rabobank                   | Marianne Vos     |
| 9  | 25 agosto | Grand Prix de Plouay (2012)                       | Marianne Vos          | Rabobank                   | Marianne Vos     |

## Classifiche UCI World Cup

### Classifica individuale
| Pos. | Corridore        | Squadra   | 1  | 2  | 3  | 4  | 5  | 6  | 7  | 8  | Totale |
| ---- | ---------------- | --------- | -- | -- | -- | -- | -- | -- | -- | -- | ------ |
| 1    | Marianne Vos     | Rabobank  | 75 | 75 | -  | 50 | -  | 25 | 35 | 75 | 335    |
| 2    | Judith Arndt     | Orica-AIS | 10 | 30 | 75 | 24 | 0  | 30 | 7  | 11 | 187    |
| 3    | Evelyn Stevens   | Lululemon | -  | 0  | 0  | 75 | -  | 35 | 15 | 27 | 152    |
| 4    | Trixi Worrack    | Lululemon | 27 | 35 | 0  | 0  | -  | 35 | 27 | 18 | 142    |
| 5    | Shelley Olds     | AA Drink  | -  | 0  | 0  | -  | 75 | 20 | 30 | 0  | 125    |
| 6    | Emma Johansson   | Hitec     | 35 | 27 | 9  | 15 | -  | -  | 24 | 0  | 110    |
| 7    | Iris Slappendel  | Rabobank  | 0  | -  | -  | -  | -  | 25 | 75 | 9  | 109    |
| 8    | Kirsten Wild     | AA Drink  | 50 | -  | 30 | -  | -  | 20 | 8  | -  | 108    |
| 9    | Tiffany Cromwell | Orica-AIS | 7  | 2  | 6  | 4  | -  | -  | 21 | 50 | 89     |
| 10   | Linda Villumsen  | Orica-AIS | -  | -  | -  | 35 | -  | 30 | 11 | -  | 76     |

### Classifica squadre
| Pos. | Squadra                     | 1  | 2   | 3   | 4   | 5   | 6   | 7   | 8  | Totale |
| ---- | --------------------------- | -- | --- | --- | --- | --- | --- | --- | -- | ------ |
| 1    | Rabobank Women Cycling Team | 86 | 104 | 13  | 68  | 31  | 100 | 116 | 88 | 606    |
| 2    | Orica-AIS                   | 32 | 36  | 102 | 62  | 50  | 120 | 39  | 61 | 502    |
| 3    | Team Specialized-Lululemon  | 30 | 35  | 24  | 100 | 54  | 140 | 42  | 45 | 470    |
| 4    | AA Drink-Leontien.nl        | 56 | 18  | 30  | 31  | 108 | 80  | 56  | 8  | 387    |
| 5    | Hitec Products-Mistral Home | 36 | 30  | 9   | 15  | 3   | 48  | 27  | 35 | 203    |
| 6    | RusVelo                     | 8  | 0   | 5   | 4   | 5   | 64  | 55  | -  | 141    |
| 7    | Skil-Argos                  | 30 | -   | 27  | 0   | -   | 56  | 10  | 0  | 123    |
| 8    | MCipollini-Giambenini       | 18 | 50  | 0   | 0   | 35  | -   | -   | 18 | 121    |
| 9    | Dolmans-Boels Cycling Team  | 21 | 6   | 0   | 0   | -   | 60  | 9   | 0  | 96     |
| 10   | Faren-Honda Team            | 0  | 7   | -   | 0   | 27  | -   | 6   | 45 | 85     |